# ひだまりラジオ
『ひだまりラジオ』は、蒼樹うめによる漫画『ひだまりスケッチ』及びそれを原作としたテレビアニメに関連したインターネットラジオ番組。パーソナリティはゆの役の阿澄佳奈。

## 定期的配信番組

### ひだまりラジオ
2006年12月20日から2007年5月30日までの半年間、ランティスウェブラジオで配信された。2007年5月からはアニメイトTVでも配信された。毎月1回の更新だが、その月のいつになるかは決まっておらず、準定期的に2007年5月30日の第6回まで配信された。時間容量は当初、40分前後だったが回を重ねるごとに拡大して第6回時には60分近いものとなった。
アニメ公式サイトにて『ひだまりラジオ残りご飯』が配信されていた。ひだまりラジオの配信後にそれと対応して配信され、対応しているひだまりラジオの出演者とアニプレックス広報の高橋祐馬（場合により他の人になる場合もある）とで収録され、コーナーなどは特に無くフリートークのみだった。
阿澄佳奈にとって、単独ラジオパーソナリティを務めたのは本番組が初めてである。ゲストが番組初出演する際に｢『ひだまりスケッチ』って美術の漫画なんですよね。で、美術と言えば○○さんですが｣と、阿澄がゲストに美術関係の話を降るのが恒例であった。
2007年6月27日にはラジオCD『ひだまりラジオ特別編 〜いぇすっ! アスミス!!〜』が発売された。
2007年10月24日に発売されたDVD『ひだまりスケッチ特別編』の限定版の特典として、全6回の配信分がCD3枚組となって収録されている。ただし、ひだまり荘の住人のコーナーはCD化においてカットされている。

#### コーナー
ひだまり美術館
架空の名画の投稿。
ジングルおよびBGMは、モデスト・ムソルグスキーの組曲『展覧会の絵』（モーリス・ラヴェルによる管弦楽編曲版）。
ひだまり荘の住人
架空のひだまり荘住人の投稿。
ふつおた
ノンジャンルの投稿。

#### 主題歌
オープニングテーマ
「おんなのこパズル」
作詞 - 秋乃零斗 / 作曲 - 田代智一 / 編曲 - 中西亮輔 / 歌 - ゆの（阿澄佳奈）
使用回 - 第2回 - 第6回
「スケッチスイッチ」
作詞 - 秋乃零斗 / 作曲 - 前澤寛之 / 編曲 - 安藤高弘 / 歌 - 阿澄佳奈、水橋かおり、新谷良子、後藤邑子
使用回 - 『ひだまりラジオ特別編』

エンディングテーマ
「凜」
作詞・作曲 - micco / 編曲 - 菊池達也 / 歌 - marble
使用回 - 第2回 - 第6回
「芽生えドライブ」
作詞 - micco / 作曲・編曲 - 菊池達也 / 歌 - marble
使用回 - 『ひだまりラジオ特別編』

#### ゲスト
- 第1回 - ゲスト無し
- 第2回 - 水橋かおり（宮子役）
- 第3回 - 新谷良子（沙英役）
- 第4回 - 後藤邑子（ヒロ役）
- 第5回 - 松来未祐（吉野屋先生役）
- 第6回 - 蒼樹うめ（原作者・うめ先生役）

### ひだまりラジオ×365
2008年1月25日から12月26日までの1年間、毎月最終金曜日更新として『ひだまりラジオ×365』のタイトルで復活した（全12回配信）。番組の時間が毎回約60分あるにもかかわらず30分番組と称していた。また毎回の番組冒頭ではショートコントを行うのが恒例になっていた。
第8回のおたよりで、MBSの番組一覧ページでひだまりスケッチ×365の紹介文がペルソナ 〜トリニティ・ソウル〜の物になっていたというメールがあり、それが元で次回の第9回以降、オープニングトークの締めの言葉がその紹介文である「ペルソナに運命を左右された兄弟達の運命の歯車が今回り始める」になっている。この締め方は『ひだまりらじお×☆☆☆』以降も使われていたが、『ひだまりラジオ×ハニカム』からは無くなった。
『ひだまりラジオ』の時と同様に、アニメ公式サイトにて『ひだまりラジオ×365 残りご飯』（全12回。前後編などに分割配信した回もある）が、上記の『ひだまりラジオ×365』の配信に対応する形で配信されていた。
2008年6月4日にはラジオCD『ひだまりラジオ×365特別編 〜いぇすっ! アスミス!!〜』が、2008年10月22日にはCD『ひだまりラジオ×366特別編 〜いぇすっ! アスミス!!〜』が発売された。
2008年3月30日には東京国際アニメフェア2008にて「アニコムラジオ×ひだまりラジオ残りご飯公開収録」として公開録音が行われた。阿澄佳奈と藤原啓治がパーソナリティを勤める『ANI-COM RADIO 〜フジワラでいいカナ〜』の公開録音と合同で行われ、前半が『ひだまりラジオ×365』、後半が『フジワラでいいカナ』の形で行われた。ゲストは蒼樹うめ（原作者・うめ先生役）。
2009年10月28日に発売予定のDVD特別編初回限定盤には、ゆのの顔をデザインしたUSBメモリ「ギガっち」に過去の配信分を収録したものが特典として提供された。

#### コーナー
おたより
普通のお便りを紹介する。
ゆーのー?（第1 - 6回）
自称「物知りの阿澄佳奈」に教えて欲しいこと、知りたいことをリスナーから募集し阿澄が回答していくコーナー。
屋根の上のウメス（不定期）
アニメ作中では緑色の生物に扮しているうめ先生が言いそうな一言をリスナーから募集し、本人がネタを読むコーナー。
ひだまり荘の自由人（第1 - 11回）
リスナーの周りにいる自由人を募集し、報告していくコーナー。
ひだまり美術館×365（第7 - 11回）
内容は「ひだまり美術館」とほぼ同じで、架空の名画の投稿。ジングルおよびBGMは、モデスト・ムソルグスキーの組曲『展覧会の絵』。
ラウンジノート（第12回）
コーナーには記載されていたが内容が不明のままずっと行われず、最終回にてやっと行われた。最終回で初めてその内容と行われなかった理由が明かされた。

#### 主題歌
オープニングテーマ
「おとこのこパズル」
作詞 - 秋乃零斗 / 作曲 - 田代智一 / 編曲 - 中西亮輔 / 歌 - 校長先生（チョー）
使用回 - 第1回
「ゆめデリバリー」
作詞 - ゆうまお / 作曲 - 綾原圭二 / 編曲 - 安藤高弘 / 歌 - ゆの（阿澄佳奈）
使用回 - 第2回 - 第6回、第10回 - 第12回
「スケッチスイッチ」
作詞 - 秋乃零斗 / 作曲 - 前澤寛之 / 編曲 - 安藤高弘 / 歌 - 阿澄佳奈、水橋かおり、新谷良子、後藤邑子
使用回 - 『ひだまりラジオ×365特別編』
「?でわっしょい」
作詞 - 畑亜貴 / 作曲 - Tatsh / 編曲 - 安藤高弘 / 歌 - 阿澄佳奈、水橋かおり、後藤邑子、新谷良子
使用回 - 第7回 - 第9回

エンディングテーマ
「凜」
作詞・作曲 - micco / 編曲 - 菊池達也 / 歌 - marble
使用回 - 第1回 - 第4回、『ひだまりラジオ×365特別編』
「ひだまりランナー」
作詞 - 畑亜貴 / 作曲 - 俊龍 / 編曲 - 虹音 / 歌 - ゆの（阿澄佳奈）
使用回 - 第5回 - 第12回

#### ゲスト
- 第1回 - チョー（校長先生役）[3]
- 第2回 - ゲスト無し
- 第3回 - 新谷良子（沙英役）
- 第4回 - 水橋かおり（宮子役）
- 第5回 - 松来未祐（吉野屋先生役）
- 第6回 - 後藤邑子（ヒロ役）
- 第7回 - 新谷良子（沙英役）、水橋かおり（宮子役）、後藤邑子（ヒロ役）、松来未祐（吉野屋先生役）[4]
- 第8回 - 松来未祐（吉野屋先生役）、チョー（校長先生役）
- 第9回 - 沢城みゆき（大家さん役）
- 第10回 - marble
- 第11回 - 福圓美里（夏目役）[5]
- 第12回 - 蒼樹うめ（原作者・うめ先生役）

### ひだまりらじお×☆☆☆
2009年10月30日から2010年10月29日までの1年間1ヶ月、月一回配信として『ひだまりらじお×☆☆☆』のタイトルで復活した（全13回配信）。主に毎月最終金曜日に更新される。基本的に1時間番組だが、第12回配信では配信枠を1時間30分に拡大した。
第1回配信は2009年10月10日にSME乃木坂ビルにて公開録音で収録された。
元々全12回の予定であったが、第12回収録後に阿澄が「もう1回やりたい」と希望したらもう1回やることになり、全13回になった。
過去の『ひだまりラジオ』の同様に、アニメ公式サイトにて『ひだまりらじお×☆☆☆ 残りご飯』が配信されている。
過去二期は公式HPに収録写真が無かったが、今期は『見える“ひだまりラジオ×もうすぐ☆☆☆”』の中で阿澄が登場キャラのぬいぐるみを使って撮影した写真が収録写真として使用されている。
2010年2月24日にはラジオCD『ひだまりらじお×☆☆☆特別編〜いぇすっ!あすひとつ!〜』が、2010年4月21日にはCD『ひだまりらじお×☆☆☆特別編〜いぇすっ!あすふたつ!〜』が、2010年6月23日にはCD『ひだまりらじお×☆☆☆特別編〜いぇすっ!あすみっつ!〜』が発売された。

#### コーナー
おたより
普通のお便りを紹介する。
乃莉×なずな（第1回 - ）
『ひだまりスケッチ』にまつわるものとそうでないものを見分けていくコーナー。
ひだまりスケッチちゃん（第1回 - ）
リスナーから4コマ漫画のタイトルと4つのコマをそれぞれ募集し、それらをつなげて1つのストーリーを作り上げていくコーナー。
「おもしろい物が出来たら阿澄画伯が絵にして一儲け(？)」と銘打っており、その後阿澄（らすちゃん画伯名義）による本が2010年12月に開催されたコミックマーケット79のアニプレックスブースにて販売された。
ひだまり荘の十人（第1回 - ）
リスナーの周りにいるひだまり荘に住めるような個性的な人10人（自由人な十人の住人）を募集し、報告していくコーナー。
季刊 屋根の上のウメス（第1回、第8回）
アニメ作中では緑色の生物に扮しているうめ先生が言いそうな一言をリスナーから募集し、本人がネタを読むコーナー。
第8回は「季刊 屋根暮らしのウメッティ」とタイトル変更された。
ひだまりらじ王決定戦
第13回のみのコーナー。過去に配信したひだまりラジオから作成したクイズを阿澄に出題するコーナー。

#### 主題歌
オープニングテーマ
「すたこらドリーム」
作詞 - 畑亜貴 / 作曲 - 福本公四郎 / 編曲 - 近藤昭雄 / 歌 - ゆの（阿澄佳奈）、宮子（水橋かおり）、ヒロ（後藤邑子）、沙英（新谷良子）
使用回 - 第1回 - 第2回
「笑うかどにはパンパンパン!」
作詞 - 畑亜貴 / 作曲・編曲 - 山口朗彦 / 歌 - ゆの（阿澄佳奈）
使用回 - 第4回 - 第5回

エンディングテーマ
「ひだまりランド・ゴーランド」
作詞 - 畑亜貴 / 作曲 - Tatsh / 編曲 - 原田勝通 / 歌 - ゆの（阿澄佳奈）、宮子（水橋かおり）、ヒロ（後藤邑子）、沙英（新谷良子）、吉野屋先生（松来未祐）、校長先生（チョー）、うめ先生（蒼樹うめ）
使用回 - 第1回 - 第3回
「誰かがまってる」
作詞 - 畑亜貴 / 作曲・編曲 - 虹音 / 歌 - ゆの（阿澄佳奈）
使用回 - 第4回 - 第6回

#### ゲスト
- 第1回 - 水橋かおり（宮子役）、蒼樹うめ（原作者・うめ先生役）
- 第2回 - ゲスト無し
- 第3回 - 水橋かおり（宮子役）、新谷良子（沙英役）
- 第4回 - 原田ひとみ（乃莉役）、小見川千明（なずな役）
- 第5回 - 後藤邑子（ヒロ役）
- 第6回 - 新谷良子（沙英役）、marble
- 第7回 - 松来未祐（吉野屋先生役）
- 第8回 - チョー（校長先生役）、蒼樹うめ（原作者・うめ先生役）
- 第9回 - 福圓美里（夏目役）
- 第10回[7]
  - TBSアニメフェスタ楽屋パート：水橋かおり（宮子役）、後藤邑子（ヒロ役）、新谷良子（沙英役）
  - ひだま〜ぶるナイト×☆☆☆パート：松来未祐（吉野屋先生役）、原田ひとみ（乃莉役）、小見川千明（なずな役）、marble
- 第11回 - 沢城みゆき（大家さん役）
- 第12回 - 蒼樹うめ（原作者・うめ先生役）
- 第13回 - ゲスト無し

### ひだまりラジオ×ハニカム
2012年9月28日から2013年9月27日までの1年間1ヶ月、月一回配信として『ひだまりラジオ×ハニカム』のタイトルで復活した。主に毎月最終金曜日に更新される。過去の三期までとは違い、配信サイト冒頭には『見えるひだまりラジオ×もうすぐハニカム』内で阿澄達が描いたイラスト（阿澄いわく「キービジュアル」）が掲載されている。
過去の『ひだまりラジオ』の同様に、アニメ公式サイトにて『ひだまりラジオ×ハニカム 残りご飯』が配信されている。

#### コーナー
メールです。
普通のお便りを紹介する。
はにかむっつ（第1回 - ）
毎回テーマにそった6文字の言葉（小さい文字（ゃ・ゅ・ょ・っ等）も1文字として数える）を募集して紹介する。
各回の御題
- 第1回：阿澄佳奈がはにかみそうな6文字
- 第2回：強そうな6文字
- 第3回：弱そうな6文字
- 第4回：名画っぽい6文字
- 第5回：先生が言いそうな6文字
- 第6回：スケールの大きそうな6文字
- 第7回：やる気がふにゃ～な6文字
- 第8回：ひねりのない6文字
- 第9回：朝やってるドラマっぽい6文字
- 第10回：妖怪っぽい6文字
- 第11回：終わりを感じさせる6文字
- 第12回：存在しない6文字

ひだまりランキング（第1回 - ）
リスナーが作った「ひだまりメンバーが1人でも入っているランキング」を紹介するコーナー。
ひだまり荘の獣人（第1回 - ）
リスナーの周りにいる「獣がごとくひだまり」な人を募集し、報告していくコーナー。
うめ立ちぬ
うめ先生が言いそうな言葉を紹介していくコーナー。

#### 主題歌
オープニングテーマ
「おーぷん☆きゃんばす」
作詞・作曲 - ZAQ / 編曲 - A-bee / 歌 - ゆの（阿澄佳奈）、宮子（水橋かおり）、ヒロ（後藤邑子）、沙英（新谷良子）、乃莉（原田ひとみ）、なずな（小見川千明）
使用回 - 第1回 - 第2回
「恋いろSHOOTING」
作詞 - ZAQ / 作曲・編曲 - Adoriano Spinesi / 歌 - ゆの（阿澄佳奈）
使用回 - 第3回 -
エンディングテーマ
「夢ぐも」
作詞・作曲 - micco / 編曲 - 菊池達也 / 歌 - marble
使用回 - 第1回 - 第2回
「それじゃ、ひだまり荘で。」
作詞 - micco / 作曲・編曲 - 梅原新 / 歌 - ゆの（阿澄佳奈）
使用回 - 第3回 -

#### ゲスト
- 第1回 - 水橋かおり（宮子役）、蒼樹うめ（原作者・うめ先生役）[10]
- 第2回 - 小見川千明（なずな役）
- 第3回 - 原田ひとみ（乃莉役）
- 第4回 - 松来未祐（吉野屋先生役）
- 第5回 - 中原麻衣（有沢先輩役）
- 第6回 - 新谷良子（沙英役）
- 第7回 - 福圓美里（夏目役）
- 第8回 - チョー（校長先生役）
- 第9回 - 蒼樹うめ（原作者・うめ先生役）[11]
- 第10回 - 沢城みゆき（大家さん役）
- 第11回 - 水橋かおり（宮子役）
- 第12回 - 新谷良子（沙英役）

### ひだまりラジオ×ハニカム リメイク
2016年12月23日から2017年5月26日までの半年間、月一回配信として『ひだまりらじお×ハニカム リメイク』のタイトルで復活した。主に毎月最終金曜日に更新された。
過去のリメイクシリーズと同じく『ひだまりスケッチ×ハニカム』のBDボックス発売記念番組だが単体配信ではなくレギュラー配信であり、内容も過去の配信のリメイクではなく、事実上のラジオ5期となっている。
2017年4月29日にSME乃木坂ビルにて公開録音が行われ、前半部分が最終回の第6回として配信され、完全版はひだまりスケッチ×ハニカム Blu-ray Disc BOX購入者への特典としてViewcastを通じて配信された。
過去の『ひだまりラジオ』の同様に、アニメ公式サイトにて『ひだまりらじお×ハニカム リメイク 残りご飯』が配信されている。

#### コーナー
メールです。
普通のお便りを紹介する。
はにかむっつ（第1回 - ）
毎回テーマにそった6文字の言葉（小さい文字（ゃ・ゅ・ょ・っ等）も1文字として数える）を募集して紹介する。
各回の御題
- 第1回：今更な6文字
- 第2回：今時な6文字
- 第3回：祭りな6文字
- 第4回：嘘っぽい6文字
- 第5回：ひだまりスケッチ×ハニカムBD-BOXの感想な6文字

ひだまり荘の獣神
リスナーの周りにいる「獣の神がごとくひだまり」な人を募集し、報告していくコーナー。
うめの名は
うめ先生が言いそうな言葉を紹介していくコーナー。

#### 主題歌
オープニングテーマ
「恋いろSHOOTING」
作詞 - ZAQ / 作曲・編曲 - Adoriano Spinesi / 歌 - ゆの（阿澄佳奈）
エンディングテーマ
「それじゃ、ひだまり荘で。」
作詞 - micco / 作曲・編曲 - 梅原新 / 歌 - ゆの（阿澄佳奈）

#### ゲスト
- 第1回 - 水橋かおり（宮子役）
- 第2回 - 蒼樹うめ（原作者・うめ先生役）
- 第3回 - 後藤邑子（ヒロ役）
- 第4回 - 新谷良子（沙英役）
- 第5回 - 原田ひとみ（乃莉役）・小見川千明（なずな役）
- 第6回 - 水橋かおり（宮子役）・後藤邑子（ヒロ役）・新谷良子（沙英役）・原田ひとみ（乃莉役）・小見川千明（なずな役）・蒼樹うめ（原作者・うめ先生役）

## 単発・特別番組

### 帰ってきたひだまりラジオ
2007年10月3日配信。『ひだキャラ』および『ひだまりスケッチ 特別編』発売記念番組。
パーソナリティは阿澄、ゲストは水橋（宮子役）、後藤（ヒロ役）、新谷（沙英役）、松来（吉野屋先生役）、蒼樹（原作者・うめ先生役）。

### 見えるひだまりラジオ
映像媒体の特典としてつけられる、ラジオ収録風の動画。
パーソナリティは阿澄佳奈。ゲストは画面には現れず裏から作品の登場キャラのぬいぐるみの声を当てる形でキャラクターとして参加している。
- 見えるひだまりラジオ×365：2008年6月4日発売の『ひだまりスケッチファンディスク』に付属
  - ぬいぐるみとゲスト：ゆの（声：阿澄）
- 帰ってきた！見えるひだまりラジオ×365：2009年3月25日発売の『ひだまりスケッチDVD第7巻』に付属
  - ぬいぐるみとゲスト：ゆの（声：阿澄）、宮子（声：水橋）、ヒロ（声：後藤[14]）、沙英（声：新谷）、吉野屋（声：松来）、うめ先生（声：蒼樹うめ）
- 見える“ひだまりラジオ×もうすぐ☆☆☆”：2009年12月23日発売の『ひだまりスケッチファンディスク/もうすぐ!「ひだまりスケッチ×☆☆☆」』に付属
  - ぬいぐるみとゲスト：ゆの（声：阿澄）、宮子（声：水橋）、ヒロ（声：後藤）、沙英（声：新谷）、吉野屋（声：松来）、うめ先生（声：蒼樹うめ）、BooBo
- 見えるひだまりラジオ×もうすぐハニカム：2012年9月26日発売の『「ひだまりスケッチ」ファンディスク/もうすぐ!「ひだまりスケッチ×ハニカム」』に付属
  - ぬいぐるみとゲスト：ゆの（声：阿澄）、宮子（声：水橋）、乃莉（声：原田）、なずな（声：小見川）、うめ先生（声：蒼樹うめ）

### ひだま〜ぶるラジオ
marbleのひだまりスケッチ関連のイベントの記念として、特別編として不定期配信される。
パーソナリティは阿澄佳奈・marble（micco、菊池達也）、☆☆☆はその3人に加え松来未祐。
- ひだま〜ぶるラジオ：2008年8月6日配信。『流星レコード』発売記念
- ひだま〜ぶるラジオ×365：2008年9月26日配信。『ひだま〜ぶる』発売記念[15]
- ひだま〜ぶるらじお×☆☆☆：2010年7月30日配信。『ひだま〜ぶる×☆☆☆』発売＆ひだま〜ぶるナイト×☆☆☆開催記念[6]
- ひだま〜ぶるラジオ×ハニカム：2013年2月22日配信。『ひだま〜ぶる×ハニカム』発売記念[8]

### ひだまり楽屋裏ジオ
毎年夏に行われるTBSアニメフェスタの楽屋から収録されたラジオ。台本やコーナーも無くフリートークのみのラジオであり、撮って出しで収録日の夜に配信される。
- ひだまり楽屋裏ジオ：2009年8月22日配信。『ひだまりスケッチ×☆☆☆』制作決定及び『ひだまりらじお×☆☆☆』配信決定を記念。
  - 出演：阿澄（ゆの役）、水橋（宮子役）、後藤（ヒロ役）、新谷（沙英役）、蒼樹（原作者・うめ先生役）
- ひだまり楽屋裏ジオ×SP：2011年8月13日配信[16]。『ひだまりスケッチ（第四期）』[17]制作決定を記念。
  - 出演：阿澄（ゆの役）、水橋（宮子役）、後藤（ヒロ役）、新谷（沙英役）
- ひだまり楽屋裏ジオ×ハニカム：2012年8月18日配信。ひだまりスケッチ×ハニカムに関する6つの重大発表。
  - 出演：阿澄（ゆの役）、水橋（宮子役）、新谷（沙英役）、marble（micco、菊池達也）

### ひだまりラジオ×SP
『ひだまりスケッチ×SP』発売記念番組。
- 第1回：2011年9月30日配信[18]。
  - 出演：阿澄（ゆの役）
- 第2回：2011年10月28日配信[19]。
  - 出演：阿澄（ゆの役）、蒼樹うめ（原作者）
- CD版：2011年11月23日発売『ひだまりスケッチ×SP』に付属。
  - 出演：阿澄（ゆの役）、水橋（宮子役）、後藤（ヒロ役）、新谷（沙英役）

#### コーナー
蒼樹うめ王決定戦
第2回のみのコーナー。蒼樹うめに関するクイズを阿澄に出題するコーナー。

### ひだまりラジオちゃんDJCD
2012年3月31日、4月1日に開催されたアニメ コンテンツ エキスポ 2012にて、「ひだまりスケッチちゃん グッズセット」の商品の一部として発売された。
ひだまりらじお×☆☆☆のコーナー「ひだまりスケッチちゃん」の同人誌をフィーチャーしたラジオであり、パーソナリティは原作者のらすちゃん画伯（阿澄）。

### ひだまりラジオ リメイク
『ひだまりスケッチ』、『ひだまりスケッチ×365』、『ひだまりスケッチ×☆☆☆』のBD発売記念番組。
過去のひだまりラジオの台本やメールを使って数々の名場面が再現されるラジオ。
『ひだまりラジオ×ハニカム リメイク』もDB発売による特番であるが、月一回のレギュラー配信となる為、ここには含めないとする。
- ひだまりラジオ リメイク：2012年8月3日配信。『ひだまりラジオ』のリメイク。
  - 出演：阿澄（ゆの役）、松来（吉野屋役）
- ひだまりラジオ×365 リメイク：2012年8月31日配信。『ひだまりラジオ×365』のリメイク。
  - 出演：阿澄（ゆの役）、蒼樹（原作者・うめ先生役）
- ひだまりらじお×☆☆☆ リメイク：2014年3月28日配信。『ひだまりラジオ×☆☆☆』のリメイク。
  - 出演：阿澄（ゆの役）、原田（乃莉役）、小見川（なずな役）。

### ひだまりラジオ×沙英・ヒロ卒業編
2013年11月29日配信。『ひだまりスケッチ 沙英・ヒロ 卒業編』発売記念番組。
レギュラー配信と同様に、アニメ公式サイトにて『ひだまりラジオ×沙英・ヒロ卒業編 最後の晩餐（残りご飯）』が配信されている。
パーソナリティは阿澄（ゆの役）、ゲストは後藤（ヒロ役）、新谷（沙英役）。

#### コーナー
メールです。
普通のお便りを紹介する。
ひだまりランキング卒業編
リスナーが作った「ひだまりメンバーが1人でも入っているランキング」を紹介するコーナー。

### ひだまりラジオ×THE END
2018年3月30日配信。ランティスウェブラジオがサービス終了することによる特番番組。
レギュラー配信と同様に、アニメ公式サイトにて『ひだまりラジオ×THE END 残りご飯』が配信されている。
パーソナリティは阿澄（ゆの役）、蒼樹うめ（原作者）。

#### コーナー
メールです。
普通のお便りを紹介する。
はにかむっつ
毎回テーマにそった6文字の言葉（小さい文字（ゃ・ゅ・ょ・っ等）も1文字として数える）を募集して紹介する。
テーマ：いまだに来る6文字
次回のテーマ：ポジティブ味のある6文字
毛虫のウメ
うめ先生が言いそうな言葉を紹介していくコーナー。
ひだまり荘の獣神
リスナーの周りにいる「獣の神がごとくひだまり」な人を募集し、報告していくコーナー。

### ひだまりラジオ×Re:THE END
2020年3月27日配信。ひだまりスケッチの原作本第10巻発売記念による特番番組。
ひだまりラジオ公式サイトにより公開されている。
レギュラー配信と同様に、アニメ公式サイトにて『ひだまりラジオ×Re:THE END 残りご飯』が配信されている。
タイトルの「Re:THE END」は「Legend」とかけられている。
パーソナリティは阿澄（ゆの役）、蒼樹うめ（原作者）。

#### コーナー
メールです。
普通のお便りを紹介する。
はにかむっつ
毎回テーマにそった6文字の言葉（小さい文字（ゃ・ゅ・ょ・っ等）も1文字として数える）を募集して紹介する。
テーマ：ポジティブ味のある6文字
次回のテーマ：11巻に載ってそうで載ってなさそうな6文字
ウメつの刃
うめ先生が言いそうな言葉を紹介していくコーナー。
ひだまり荘の獣神
リスナーの周りにいる「獣の神がごとくひだまり」な人を募集し、報告していくコーナー。

## 関連CD
発売元いずれもLantis。
| タイトル                                                             | アーティスト名 | 発売日                      |
| -------------------------------------------------------------------- | --- | --------------------------- |
| 主題歌CD                                                             | |                             |
| ゆめデリバリー （WEBラジオ『ひだまりラジオ×365』主題歌）             | ゆの（阿澄佳奈） | 2008年6月4日（LACM-4503）   |
| 笑うかどにはパンパンパン！ （WEBラジオ『ひだまりらじお×☆☆☆』主題歌） | ゆの（阿澄佳奈） | 2010年3月10日(LASM-4048)    |
| ラジオCD                                                             | |                             |
| ひだまりラジオ特別編〜いぇすっ! アスミス!!〜                         | 阿澄佳奈、水橋かおり、新谷良子、後藤邑子、松来未祐                                                                                        | 2007年6月27日（LACA-5659）  |
| ひだまりラジオ×365特別編〜いぇすっ!アスミス!!〜                      | 阿澄佳奈、水橋かおり、新谷良子、後藤邑子、松来未祐                                                                                        | 2008年6月4日（LACA-5778）   |
| ひだまりラジオ×366特別編〜いぇすっ!アスミス!!〜                      | ゆの（阿澄佳奈）、宮子（水橋かおり）、沙英（新谷良子） ヒロ（後藤邑子）、吉野屋先生（松来未祐）                                           | 2008年10月22日（LACA-5823） |
| ひだまりらじお×☆☆☆特別編〜いぇすっ!あすひとつ!〜                     | ゆの（阿澄佳奈）、宮子（水橋かおり）、ヒロ（後藤邑子）、沙英（新谷良子） 乃莉（原田ひとみ）、なずな（小見川千明）、吉野屋先生（松来未祐） | 2010年2月24日(LASA-5039)    |
| ひだまりらじお×☆☆☆特別編〜いぇすっ!あすふたつ!〜                     | ゆの（阿澄佳奈）、乃莉（原田ひとみ）、なずな（小見川千明） 吉野屋先生（松来未祐）、校長先生（チョー）                                     | 2010年4月21日(LASA-5043)    |
| ひだまりらじお×☆☆☆特別編〜いぇすっ!あすみっつ!〜                     | ゆの（阿澄佳奈）、宮子（水橋かおり）、ヒロ（後藤邑子）、沙英（新谷良子） 乃莉（原田ひとみ）、なずな（小見川千明）                         | 2010年6月23日(LASA-5052)    |

## エピソード
- 『ひだまりラジオ』にて松来未祐が阿澄佳奈の愛称となった「アスミス」という単語を考案して以降、阿澄がゲスト出演者に独自の愛称をつけている。大抵の場合は名前+「〜ス」の形で名付けられる（例：蒼樹うめ→「ウメス」、新谷良子→「シンタス、リョーコス」、水橋かおり→「ミズハス」、松来未祐→「マツキス」、後藤邑子→「ゴトゥス（ゴトゥース）」、福圓美里→「ミサトゥス」、原田ひとみ→「ハラダス」、小見川千明→「オミガス」、中原麻衣→「ナカハラス」）。例外として後藤邑子の「ケメコス」[23]がある他、『ひだまりラジオ×ハニカム』第3回配信では原田ひとみに対し「ダチャンス」と呼称している。この他にも、沢城みゆきの「サワシロン」[24]など、微妙に異なる例もある。ただし、番組中のノリで原田ひとみは「ハラダチャン、ダチャン」、小見川千明は「おみんちゅ」に呼び方が変更されるなど基本的に適当である。
- 『ひだまりらじお×☆☆☆』からはタイトルの「☆☆☆」（ほしみっつ）にかけて、阿澄佳奈→「アスミッツ」、水橋かおり→「ミズハッツ」、新谷良子→「シンタッツ」に変更された。しかし『ひだまりらじお×☆☆☆』第8回のオープニングミニコントでひだまり事業仕分けで廃止になったが、その後発売されたラジオCDのタイトルには採用されるなど、扱いが中途半端な状況が続いていた。その後、同第12回で正式に解禁された。
- 『ひだまりラジオ』の「ひだまり荘の住人」のコーナーは番組が変わっても同じ内容で「ひだまり荘の自由人(365)」「ひだまり荘の十人(☆☆☆)」「ひだまり荘の獣人(ハニカム)」「ひだまり荘の獣神(ハニカム リメイク)」として続けられている。同じく『ひだまりラジオ×365』の「屋根の上のウメス」も同じ内容で「季刊 屋根の上のウメス」「季刊 屋根暮らしのウメッティ」「うめ立ちぬ」「うめの名は」「毛虫のウメ」「ウメつの刃」として続けられている。
- 『残りご飯』にて、アニプレックスの高橋祐馬が毎回登場するが休んだこともある。なお、『残りご飯』ではおとなしいものの、『ANI-COM RADIO 〜フジワラでいいカナ〜』では強烈なキャラクターを発揮している。
- ランティスウェブラジオ内の公式サイトにて過去の配信が一部を除き殆どが視聴出来る状態となっていた。
- ランティスウェブラジオの閉鎖に伴い前述の過去配信分も2018年4月30日をもって配信が終了したが、アニプレックス内にて新たにひだまりラジオの公式サイトが立ち上げられ2018年5月2日より配信が再開された[25]。